# Princeton (Massachusetts)
Princeton é uma vila localizada no condado de Worcester no estado estadounidense de Massachusetts. No Censo de 2010 tinha uma população de 3.413 habitantes e uma densidade populacional de 36,8 pessoas por km².

## Geografia
Princeton encontra-se localizado nas coordenadas 42° 27′ 15″ N, 71° 52′ 39″ O. Segundo o Departamento do Censo dos Estados Unidos, Princeton tem uma superfície total de 92.74 km², da qual 91.71 km² correspondem a terra firme e (1.11%) 1.03 km² é água.

## Demografia
Segundo o censo de 2010, tinha 3.413 pessoas residindo em Princeton. A densidade populacional era de 36,8 hab./km². Dos 3.413 habitantes, Princeton estava composto pelo 97.22% brancos, o 0.47% eram afroamericanos, o 0.06% eram amerindios, o 1.17% eram asiáticos, o 0% eram insulares do Pacífico, o 0.03% eram de outras raças e o 1.05% pertenciam a duas ou mais raças. Do total da população o 1.44% eram hispanos ou latinos de qualquer raça.